# Macroglòssia
La macroglòssia és el terme mèdic per a una llengua inusualment gran. L'engrandiment greu de la llengua pot causar dificultats estètiques i funcionals per parlar, menjar, deglutir i dormir. La macroglòssia és poc freqüent i sol aparèixer en nens. Hi ha moltes causes. El tractament depèn de la causa exacta.

## Signes i símptomes

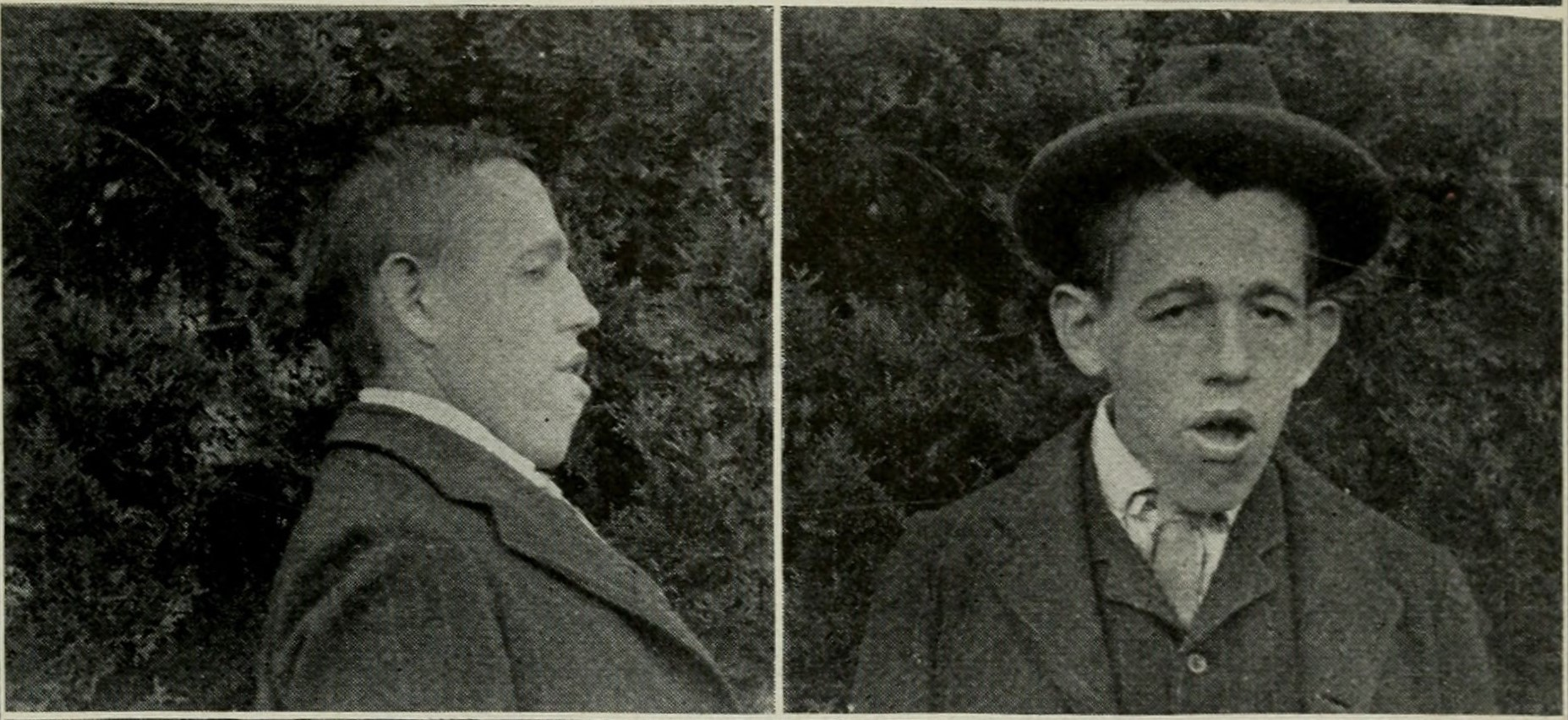
Macroglòssia amb prognatisme i posició de boca oberta en repòs

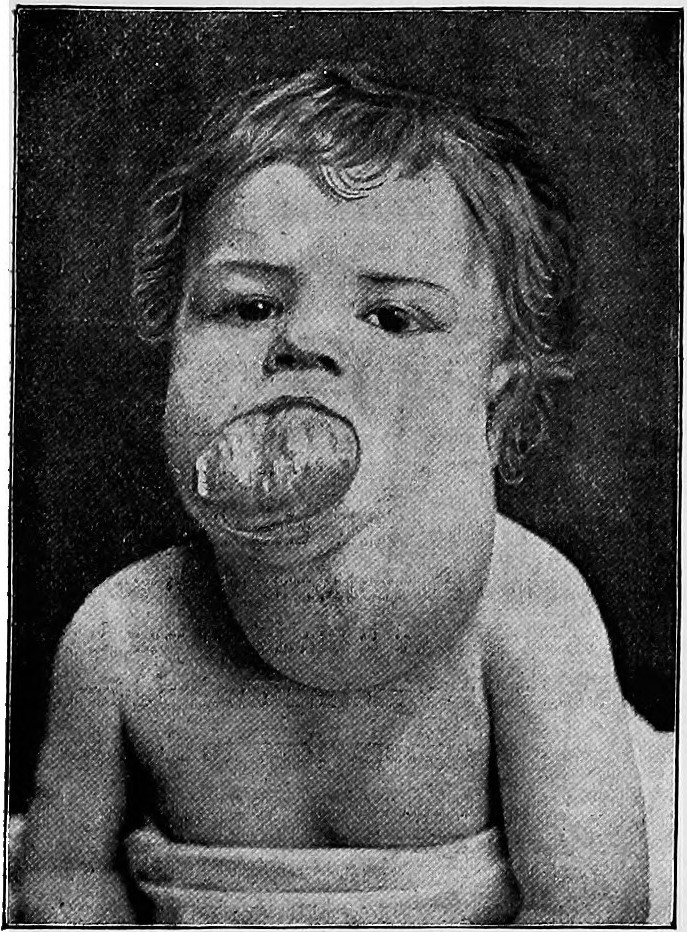
Macroglòssia severa

Tot i que pot ser asimptomàtica, els símptomes solen estar presents i més greus en els casos de macroglòssia més grans. Els signes i símptomes inclouen:
- Dispnea: respiració difícil i sorollosa, apnea obstructiva del son[2] o obstrucció de les vies respiratòries[3]
- Disfàgia: dificultat per empassar i menjar[3]
- Disfonia: interrupció de la parla[3]
- Sialorrea – bava[3]
- Quilitis angular: nafres dels llavis als costats de l'obertura de la boca
- Llengua crenada: sagnats a les vores laterals de la llengua causades per la pressió de les dents ("llengüeta d'escorça de pastís")[3]
- Maloclusió de mossegada oberta: un tipus de maloclusió de les dents[3]
- Prognatisme mandibular – mandíbula engrandida[3]
- Respiració per la boca
- Anormalitats de l'ortodòncia, inclòs el diastema i l'espai entre dents[4]

Una llengua que sobresurt constantment de la boca és vulnerable a l'assecament, la ulceració, la infecció o fins i tot la necrosi.

## Causes
La macroglòssia pot ser causada per una gran varietat de trastorns congènits o adquirits. La macroglòssia aïllada no té una causa determinable. Les causes més freqüents d'engrandiment de la llengua són les malformacions vasculars (per exemple, limfangioma o hemangioma) i la hipertròfia muscular (per exemple, síndrome de Beckwith-Wiedemann o hemihiperplàsia). L'augment per limfangioma dona a la llengua un aspecte de còdols amb múltiples canals limfàtics superficials dilatats. L'ampliació per hemihiperplàsia és unilateral. En les persones edèntules, la manca de dents deixa més espai perquè la llengua s'expandeixi lateralment, la qual cosa pot crear problemes amb l'ús de pròtesis dentals i pot causar pseudomacroglòssia.
L'amiloïdosi és una acumulació de proteïnes insolubles als teixits que impedeix la funció normal. Això pot ser una causa de macroglòssia si es diposita l'amiloide als teixits de la llengua, cosa que li dona un aspecte nodular. La síndrome de Beckwith-Wiedemann és una malaltia hereditària poc freqüent, que pot incloure altres defectes com ara omfalocele, visceromegàlia, gigantisme o hipoglucèmia neonatal.
La llengua pot mostrar un engrandiment generalitzat difús i suau. La cara pot mostrar hipoplàsia maxil·lar que provoca un prognatisme mandibular relatiu. La macroglòssia aparent també es pot produir a la síndrome de Down. La llengua té una superfície fissurada. La macroglòssia pot ser un signe d'hipotiroïdisme.
Altres causes inclouen mucopolisacaridosi, neurofibromatosi, neoplàsia endocrina múltiple tipus 2B, mixedema, acromegàlia, angioedema, tumors (p. carcinoma), malaltia d'emmagatzematge de glicogen tipus 2, síndrome de Simpson-Golabi-Behmel, síndrome triploide ,[cal cita mèdica] trisomia 4p,[cal cita mèdica] fucosidosi,[cal cita mèdica] alfa-mannosidosi, síndrome de Klippel-Trénaunay, síndrome cardiofaciocutània, trastorns de la via Ras, diabetis neonatal transitòria, i tiroide ectòpic situat a la llengua.

## Epidemiologia
La macroglòssia és poc freqüent i sol aparèixer en nens.